# Gilbert Álvarez
Gilbert Álvarez Vargas (Santa Cruz de la Sierra, 7 de abril de 1992) es un futbolista boliviano. Juega como delantero en Oriente Petrolero de la Primera División de Bolivia.

## Trayectoria
Debutó con Blooming en el Torneo de la Asociación Cruceña el 10 de mayo de 2007. Tras su destacada participación en el Sudamericano Sub-17 viajaría a Brasil para fichar 1 año con el Cruzeiro.
Debutaría profesionalmente en 2011 con The Strongest jugando 11 partidos con el conjunto atigrado. Pasaría en 2012 a filas de Guabirá, club con el que lograría el ascenso de categoría. Luego de su paso por varios clubes de Santa Cruz, en 2015 ficharía para el club Unión Maestranza donde se convertiría en goleador del cuadro rojinegro en la Copa Simón Bolívar. Ese mismo año Real Potosí lo contrataría por 2 años, anotando 27 goles con el cuadro potosino durante ese tiempo. En junio de 2016 Wilstermann lo presenta como su nuevo refuerzo.
En Wilstermann se da el mejor rendimiento del jugador en el fútbol boliviano. Se consagró goleador del Clausura 2017 en Bolivia al anotar 15 goles, destacaría también en el Torneo Apertura 2018 donde anotaría 16 goles, quedando en segundo lugar de la tabla de goleadores y obteniendo el campeonato con el club Wilstermann. En el cuadro cochabambino anotaría 36 goles en la máxima división del fútbol profesional boliviano, 3 goles en Copa Libertadores, 3 goles en Copa Sudamericana y 4 goles en el torneo de invierno, sumando 46 goles en total y colocándose entre los máximos goleadores del cuadro aviador.
El 20 de agosto de 2018 el club árabe Al-Hazm Rass compra su ficha de actuación al club Wilstermann por 450 mil dólares. Tras no aclimatarse al fútbol árabe, retornaría al conjunto aviador en 2019.

## Selección nacional
Formó parte de la selección boliviana Sub-17 en el Campeonato Sudamericano de Fútbol Sub-17 de 2009 anotando 3 goles que le permitirían fichar por el Cruzeiro.
Debutó con la selección boliviana absoluta en un partido correspondiente a las Eliminatorias Sudamericanas para la Copa Mundial de Fútbol 2010, jugado contra su par de Ecuador, que se perdió por 1-3 en La Paz. 
Anotó su primer gol con el cuadro boliviano el 2 de junio de 2017, en el amistoso frente a la selección de Nicaragua con victoria 1-0.
Su primer gol en las Eliminatorias Sudamericanas lo hizo el 31 de agosto de 2017, en la derrota 2-1 frente a la selección peruana.

### Participaciones en Eliminatorias al Mundial
| Eliminatorias                 | Resultado | Partidos | Goles |
| ----------------------------- | --------- | -------- | ----- |
| Eliminatorias Mundial de 2010 | 9º lugar  | 1        | 0     |
| Eliminatorias Mundial de 2018 | 9º lugar  | 5        | 1     |

### Participaciones en Copas Américas
| Copa              | Sede   | Resultado      | Partidos | Goles |
| ----------------- | ------ | -------------- | -------- | ----- |
| Copa América 2019 | Brasil | Fase de grupos | 2        | 0     |
| Copa América 2021 | Brasil | Fase de grupos | 3        | 0     |

### Goles internacionales
| #  | Fecha                 | Lugar                                                           | Rival     | Gol | Resultado | Competición        |
| -- | --------------------- | --------------------------------------------------------------- | --------- | --- | --------- | ------------------ |
| 1. | 2 de junio de 2017    | Estadio Nacional, Managua, Nicaragua                            | Nicaragua | 1–0 | 1–0       | Amistoso           |
| 2. | 7 de junio de 2017    | Estadio Provincial, Yacuiba, Bolivia                            | Nicaragua | 2–2 | 3–2       | Amistoso           |
| 3. | 31 de agosto de 2017  | Estadio Monumental "U", Lima, Perú                              | Perú      | 1–2 | 1–2       | Eliminatorias 2018 |
| 4. | 11 de octubre de 2019 | Estadio Olímpico UCV, Caracas, Venezuela                        | Venezuela | 1–3 | 1–4       | Amistoso           |
| 5. | 15 de octubre de 2019 | Estadio Ramón Aguilera Costas, Santa Cruz de la Sierra, Bolivia | Haití     | 3–1 | 3–1       | Amistoso           |

## Clubes
| Club              | País           | Año               |
| ----------------- | -------------- | ----------------- |
| Cruzeiro          | Brasil         | 2010              |
| The Strongest     | Bolivia        | 2011              |
| Guabirá           | Bolivia        | 2012 - 2013       |
| Sport Boys Warnes | Bolivia        | 2013 - 2015       |
| Unión Maestranza  | Bolivia        | 2015              |
| Real Potosí       | Bolivia        | 2015 - 2016       |
| Jorge Wilstermann | Bolivia        | 2016 - 2018       |
| Al-Hazm Rass      | Arabia Saudita | 2018              |
| Jorge Wilstermann | Bolivia        | 2019 - 2021       |
| Royal Pari        | Bolivia        | 2022              |
| Palmaflor         | Bolivia        | 2023              |
| Arema FC          | Indonesia      | 2023 - 2024       |
| Oriente Petrolero | Bolivia        | 2024              |
| Once Caldas       | Colombia       | 2025              |
| Oriente Petrolero | Bolivia        | 2025 - Actualidad |

## Palmarés

### Títulos nacionales
| Título           | Club              | Año           |
| ---------------- | ----------------- | ------------- |
| Primera División | Jorge Wilstermann | Apertura 2018 |
| Primera División | Jorge Wilstermann | Clausura 2019 |

### Distinciones individuales
| Distinción                                                   | Año           |
| ------------------------------------------------------------ | ------------- |
| Máximo goleador de la Primera División de Bolivia (15 goles) | Clausura 2017 |